# Eleanor & Colette
 Eleanor & Colette (Originaltitel 55 Steps) ist eine deutsch-belgische Filmbiografie von Bille August, die im September 2017 im Rahmen des Toronto International Film Festivals ihre Weltpremiere feierte und am 3. Mai 2018 in die deutschen Kinos kam.
Im Film tut sich die unter einer chronischen paranoiden Schizophrenie leidende Eleanor Riese mit der Patientenrechtsanwältin Colette Hughes zusammen, um ein Mitspracherecht bei der Medikation von Patienten mit psychischen Krankheiten durchzusetzen.

## Handlung
Eleanor Riese leidet unter einer chronischen paranoiden Schizophrenie und wird nach einem Anfall im Jahr 1985 in einem Isolationsraum einer Psychiatrischen Klinik untergebracht. Dort wird sie gegen ihren Willen mit Medikamenten ruhiggestellt, erleidet jedoch Krampfanfälle, als sie unbeaufsichtigt ist. Am nächsten Morgen ruft Eleanor eine Interessenvertretung an und verlangt nach einem Anwalt, um das Krankenhaus von San Francisco wegen Misshandlung zu verklagen, denn auch wenn Eleanor weiß, dass sie Medikamente und eine Behandlung braucht, glaubt sie, dass die Dosen, die ihr verabreicht wurden, ihre Symptome verschlimmert oder sogar erst hervorgerufen haben. Allerdings sieht das Gesetz vor, dass Patienten einer Psychiatrie nicht das Recht haben, über Medikationen informiert zu werden und auch nicht deren Zustimmung zu einer Verabreichung notwendig ist. Es liegt letztlich immer im Ermessen des behandelnden Arztes über solche Dinge zu entscheiden.
Ihr Fall kommt sowohl der Krankenschwester und Patientenrechtsanwältin Colette Hughes, als auch dem Verfassungsrechtsanwalt Morton Cohen zu Ohren. Dieser lehnt die Übernahme des Falles ab, Hughes hingegen nimmt sich der Sache an. Als sie ihrer neuen Klientin begegnet, ahnt sie noch nicht, dass sich auch eine Freundschaft zu Eleanor entwickeln soll. Gemeinsam setzen sich die Psychiatriepatientin und Hughes für ein Mitspracherecht bei der Medikation von Patienten in psychiatrischer Behandlung ein.

## Biografischer Hintergrund
In den 1980er Jahren kämpften Eleanor Riese und Colette Hughes für die Rechte von Psychiatriepatienten und gegen die Pharmaindustrie. Als Spätfolge einer kindlichen Gehirnhautentzündung war die US-Amerikanerin im Alter von 25 Jahren an Schizophrenie erkrankt, und über Jahre nutzte Riese das Neuroleptikum Thioridazin. Als die schädlichen Nebenwirkungen immer stärker wurden, musste die Medikation umgestellt werden, doch auch die Präparate, die sie stattdessen einnahm, führten zu starken Nebenwirkungen oder blieben gar wirkungslos, woraufhin sie sich im Jahr 1985 freiwillig mit akuten Symptomen in das St. Mary’s Hospital & Medical Center in San Francisco einliefern ließ. Als sich Riese allerdings weigerte, verschiedene Substanzen einzunehmen, die sie nicht vertrug, erfolgte im Krankenhaus eine Zwangsbehandlung bei der ihr intravenös Medikamente verabreicht wurden, und Riese selbst wurde ohne Betreuung gelassen. Sie hatte keine Möglichkeit, auf die Toilette zu gehen. Verzweifelt beschloss sie, gegen das Krankenhaus vorzugehen. Riese rief ein Zentrum für Patientenrechte an und bekam darauf einen Besuch von der Patientenrechtsanwältin und ehemaliger Krankenschwester Colette Hughes. Nach dem anfänglichen Misstrauen beauftragt Eleanor sie, für sie tätig zu werden. Als erstes erreicht Colette die Entlassung Eleanors nach Hause und wendet sich an ihren ehemaligen Juraprofessor, den Verfassungsrechtler Mort Cohen. Angesichts Colettes Engagements erklärt sich dieser, sie zu unterstützen. Colette prangert an, dass Patienten aus Bequemlichkeit ruhig gestellt würden.

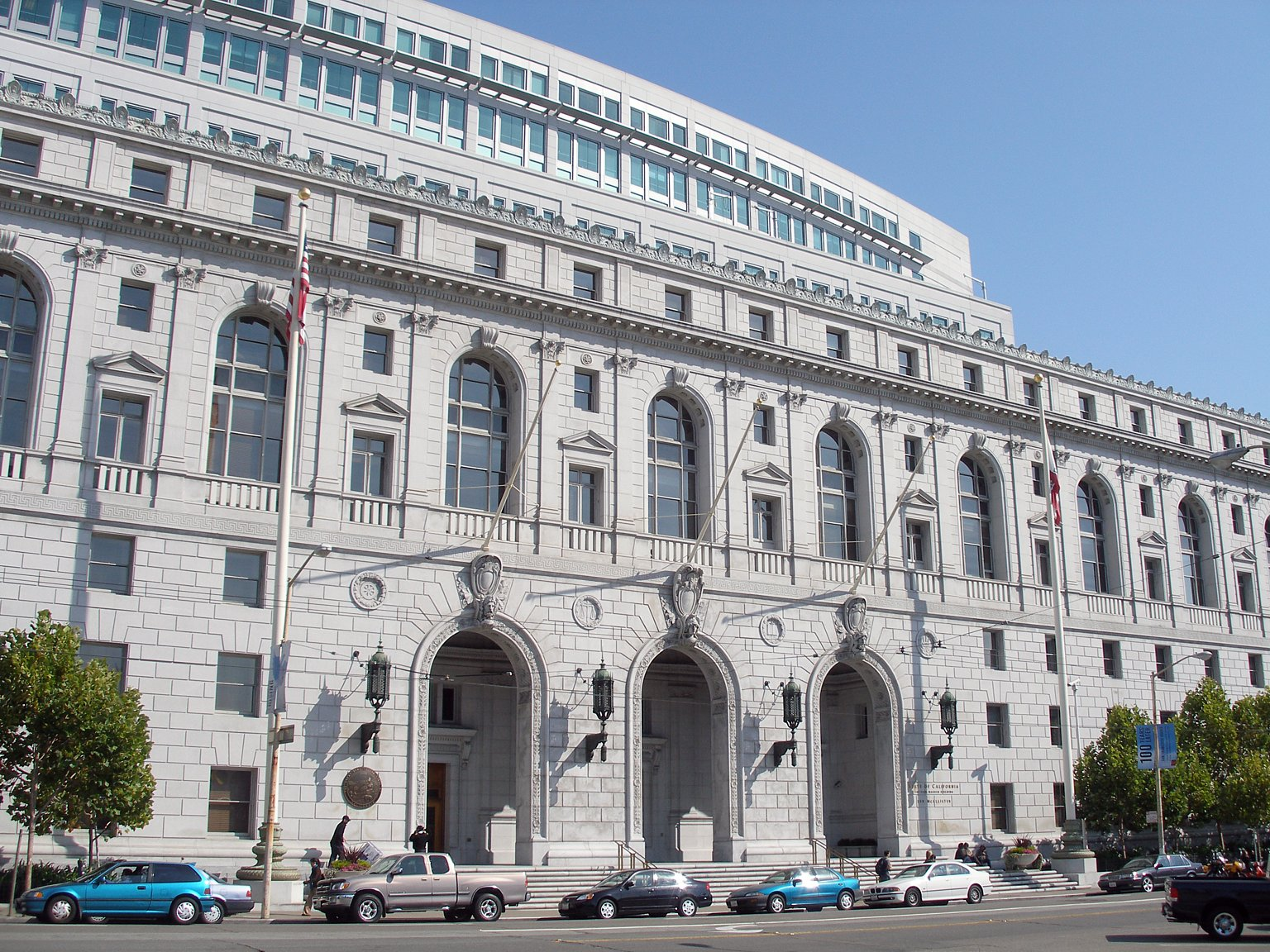
Eleanor Riese und Colette Hughes zogen in ihrem Kampf für die Rechte von Psychiatriepatienten bis vor den kalifornischen Supreme Court

Die beiden Frauen werden mehr und mehr zu Freundinnen. Zwar verlieren sie beim Gericht der ersten Instanz, doch das Berufungsgericht gibt ihnen Recht. Daraufhin reicht die Gegenseite eine Beschwerde an das kalifornischen Supreme Court ein. Das oberste Gericht Kaliforniens entscheidet sich nach längerer Zeit, den Fall nicht mehr zu verhandeln und bei der Entscheidung des Berufungsgerichtes zu belassen, wo sie ein Mitspracherecht bei der Medikation von Patienten mit psychischen Krankheiten durchsetzen konnten. 1987 hatte der State Court in Kalifornien schließlich entschieden, dass selbst zwangseingelieferte Patienten das Recht haben, über die Anwendung von Psychopharmaka informiert zu werden und über deren Einnahme mitzubestimmen. Von da an konnte eine unfreiwillige Behandlung in den USA nur noch mit einer richterlichen Entscheidung durchgesetzt werden. Dies war ein Meilenstein in der US-Medizingeschichte, und die Situation vieler Patienten hat sich seitdem maßgeblich verbessert, da seitdem eine unfreiwillige psychiatrische Behandlung in den USA nur noch mit richterlicher Entscheidung durchgeführt werden kann.

## Produktion

### Stab, Besetzung und Synchronisation
Als Koproduzent fungierte Bastie Griese von MMC Movies. Dieser sagte, dass in den Mittelpunkt des Films eine Geschichte gestellt wird, die nicht den üblichen Heldenklischees entsprechen: „Gerade im anspruchsvollen Filmbereich ist man auf der Suche nach Figuren und Geschichten, die nicht dem Mainstream entsprechen und durch die Besonderheit ihrer Charaktere und Taten hervorstechen.“ Der englische Originaltitel des Films 55 Steps bezieht sich auf Eleanors Zwangsstörung, Stufen zu zählen.
Regie führte Bille August, das Drehbuch schrieb Mark Bruce Rosin. Die Deutsche Annette Focks komponierte die Filmmusik.
Helena Bonham Carter und Hilary Swank sind im Film in den titelgebenden Rollen von Eleanor Riese und Colette Hughes zu sehen. Die deutsche Synchronisation entstand nach einem Dialogbuch von Michael Schlimgen und der Dialogregie von Christoph Cierpka im Auftrag der TaunusFilm Synchron GmbH, Berlin. Melanie Pukaß leiht in der deutschen Fassung Eleanor Riese ihre Stimme.

### Finanzierung und Dreharbeiten
Der Film wurde vom Deutschen Filmförderfonds mit rund 784.000 Euro gefördert und erhielt von der Film- und Medienstiftung NRW eine Förderung in Höhe von 650.000 Euro.
Die Dreharbeiten wurden am 16. April 2016 begonnen und fanden in San Francisco und Nordrhein-Westfalen statt, wo man unter anderem im Coloneum und in den MMC Studios in Köln und in der Stadt selbst drehte, so auf der Außentreppe und im Eingangsbereich des Deutzer Eduardus-Krankenhauses. Aufnahmen fanden zudem am Oberlandesgericht und der Abtei Brauweiler statt. Auch die Bonner Rheinaue und die Forensik in Düren gehörten zu den Drehorten, die als Kulisse für San Francisco dienten. Die Schlussszene des Films wurde auf Schloss Bensberg gedreht. Am 15. Juni 2016 wurden die Dreharbeiten nach 37 Drehtagen beendet. Als Kameramann fungierte der Schweizer Filip Zumbrunn.

### Marketing und Veröffentlichung
Im August 2017 wurde ein erster Trailer zum Film vorgestellt. Am 7. September 2017 feierte der Film im Rahmen des Toronto International Film Festivals seine Weltpremiere. Seine Europapremiere feierte der Film am 19. April 2018 in Anwesenheit von Helena Bonham Carter in der Lichtburg in Essen. Am 3. Mai 2018 kam der Film in die deutschen Kinos.

## Rezeption

### Altersfreigabe
In Deutschland erhielt der Film eine Freigabe ab 12 Jahren. In der Freigabebegründung heißt es: „Einzelne Szenen, die die Folgen von psychischen Krankheiten und psychiatrischen Behandlungen darstellen, können Kinder unter 12 Jahren überfordern und ängstigen. Da diese Szenen gut in den Kontext eingebettet und erklärt werden, sind 12-Jährige in der Lage, mit ihnen umzugehen.“ Anke Sterneborg merkt hierzu in epd Film an, gleich in den ersten Szenen seien schwer erträgliche Bilder aus dem Horrorkabinett der Psychiatrie zu sehen, in denen mehrere Männer in weißen Kitteln eine wild um sich schlagende und strampelnde Frau mit wirren Haaren und irrem Blick bezwingen, deren Widerstand jedoch zwecklos ist und die sich letzten Endes auf ein Bett geschnallt und mit starken Beruhigungsmitteln per Injektion ruhig gestellt wiederfindet.

### Kritiken
Weiter sagt Sterneborg in ihrer Kritik, Hilary Swank sei prädestiniert für alle Formen zähen Kampfgeistes gegen Widerstände jeglicher Art. Dass die zierliche Schauspielerin mit dem harten Zug um den Mund im Kampf um die richtige Sache enorme Kräfte entwickeln könne, habe sie schon so oft bewiesen, dass es jetzt auch nicht sonderlich originell sei, wenn sie diese Rolle nun auch noch als Anwältin variiere. Auch für Helena Bonham Carter sei Eleanor Riese mit all ihren krankheitsbedingten Manierismen und Ticks nur eine weitere Variation all der exzentrischen Typen, die sie vor allem für ihren Mann Tim Burton immer wieder gespielt habe, so Sterneborg. Über die Arbeit von Bille August sagt die Filmkritikerin, dieser lasse das Feuer der Leidenschaft vermissen, mit dem sich auch im Kino die Funken für solche David gegen Goliath-Kämpfe zünden ließen.
Tagesspiegel-Redakteurin Christiane Peitz bemerkt, Eleanor Riese habe die Aufmerksamkeit eines größeren Publikums verdient: „Aber man wünschte ihrem Eigensinn einen eigensinnigeren Film als diese deutsch-belgische Produktion, die weitgehend in Kölner Studios entstand. Bille August liefert routinierte Bilder, die schnell wieder vergessen sind. Wie zermürbend das jahrzehntelange Verfahren gewesen sein muss, davon vermittelt Eleanor & Colette keine Vorstellung. Auch nicht von den Schmerzen, die Eleanor Riese unentwegt begleitet haben: Schon Treppensteigen war für sie eine Tortur. Zwar spielt der Originaltitel 55 Steps (die Stufen hinauf zum Gerichtssaal) darauf an , aber der Film verharmlost ihre Phobie zur Marotte.“ Respekt, meint sie abschließend, sehe anders aus.
In einer Kritik der Austria Presse Agentur heißt es, leider bediene Eleanor & Colette diverse Klischees des Kinos, so beispielsweise, wenn rührselige Szenen mit bedächtiger, kitschiger Klaviermusik unterlegt sind. Wenn man gerade das Gefühl bekomme, dass es gut für die Frauen läuft, müsse natürlich noch mal eine schlechte Nachricht kommen, um die Spannung aufrechtzuerhalten, so in der Kritik weiter: „Doch wirkliche Spannung will bei all dem gar nicht aufkommen. Dramaturgisch kann Bille Augusts Film, in dem die Gerichtsverhandlungen zu kurz kommen, nicht überzeugen. Er plätschert zu sehr dahin und lässt gegen Ende noch deutlich nach.“

### Auszeichnungen
Deutscher Filmpreis 2019
- Nominierung für das Beste Maskenbild (Birger Laube und Heike Merker)[19]